# Einar Vaage
Einar Vaage (Hamar, 1º marzo 1889 – Oslo, 11 giugno 1973) è stato un attore norvegese.

## Biografia
Attivo ad Oslo dal 1921, Vaage ha lavorato prevalemtemente presso il Centralteatret (1925-1931) e il Det Nye Teater della capitale norvegese. Rappresentativo dei suoi ruoli da caratterista comico è quello di Styver in La commedia dell'amore (Kjærlighedens Komedie) di Henrik Ibsen.
Vaage ha preso parte a 49 film norvegesi, nella maggior parte dei quali ha avuto un ruolo secondario. Ha debuttato nel film muto Madame besøker Oslo del 1927, ed ha ricoperto uno dei ruoli principali in Sangen om Rondane del 1934, uno dei primi film sonori norvegesi. È ricordato principalmente per il ruolo del magistrato nel film Tante Pose del 1940.

## Filmografia (parziale)
- Madame besøker Oslo, regia di Harry Ivarson (1927)
- Sangen om Rondane, regia di Helge Lunde (1934)
- Op med hodet, regia di Tancred Ibsen (1934)
- Familien på Borgan, regia di Helge Lunde (1939)
- Tante Pose, regia di Leif Sinding (1940)
- Trysil-Knut, regia di Rasmus Breistein (1942)
- Sangen til livet, regia di Leif Sinding (1943)
- Den hemmelighetsfulle leiligheten, regia di Tancred Ibsen (1948)
- Døden er et kjærtegn, regia di Edith Carlmar (1949)
- Freske fraspark, regia di Bjørn Breigutu (1963)
- Husmorfilmen høsten 1964, regia di Jan Erik Düring (1964)